# Campeonato Mundial de Ciclismo en Ruta de 1972
Los Campeonatos del mundo de ciclismo en ruta de 1972 se celebró en la ciudad francesa de Gap el 5 y 6 de agosto de 1972. Al ser año olímpico, todos los eventos olímpicos sirvieron como campeonatos del mundo, dejando sólo la carrera profesional de carretera y la prueba femenina por disputarse.

## Resultados
| Evento                     | Oro                         | Oro            | Plata                               | Plata | Bronce                       | Bronce |
| -------------------------- | --------------------------- | -------------- | ----------------------------------- | ----- | ---------------------------- | ------ |
| Pruebas masculinas         |                             |                |                                     |       |                              |        |
| Hombres - carrera en línea | Marino Basso · Italia       | 7 h 05 min 59s | Franco Bitossi · Italia             | m.t.  | Cyrille Guimard Francia      | m.t.   |
| Pruebas femeninas          |                             |                |                                     |       |                              |        |
| Mujeres - carrera en línea | Geneviève Gambillon Francia | 1h 38' 41"     | Liubov Zadorózhnaya Unión Soviética | + 1"  | Anna Konkina Unión Soviética | + 1"   |